# Teste do nitroazul de tetrazólio
O teste do nitroazul de tetrazólio (em inglês Nitro-blue tetrazolium test ou NBT) ou método de Park modificado por Pasternak é um teste com capacidade de medir a função de fagocitose dos neutrófilos. Tem como função auxiliar, diagnosticando ou não uma infecção, mas não pode ter como seu resultado absoluto, assim outros testes devem ser feitos.
Os resultados normais desta avaliação são 2 a 17% de neutrófilos NBT positivos; em infecções bacterianas ocorre acima de 30%.
O nitroazul de tetrazólio é amarelo pálido e em presença de NADPH oxidase assume cor azul intensa. A técnica consiste em colocar 1 ml de sangue em 0,5 ml de solução NBT em salina em temperatura de 37°C. Fica incubado por 15 minutos e após são retirados algumas gotas para o preparo de esfregaços. O exame no microscópio é realizado com imersão, sendo contados 100 neutrófilos percebendo os que possuem inclusão azul no citoplasma. Assim, o resultado é dado pela porcentagem de neutrófilos corados.